# 美女平站
美女平站（日语：／ Bijodaira eki */?）是位於富山縣中新川郡立山町，是立山黑部貫光旗下的立山黑部貫光立山纜車的車站，座落於海拔977米上，是立山黑部阿爾卑斯山脈路線的其中一部份，除了立山纜車外，還可以乘坐立山高原巴士前往彌陀原、天狗平及室堂方向。

## 車站構造
兩層高的水泥建築物，為第二代站房，第一代站房是併合了立山黑部貫光旗下的「美女平酒店」（美女平ホテル），不過後期因「彌陀原酒店」和「立山酒店」相繼落成開業，遊客都選擇海拔較高的兩間酒店入宿，令美女平酒店的入住率持下跌，最終立山黑部貫光於1997年把它結業，只保留原來的餐廳及售賣店繼續營業。2006年8月，原有站房及酒店一併拆去，再在原墐址重新興建新的站房。
纜車站閘口設於1樓，附近亦有手信店、儲物櫃及洗手間，離開閘口後，前方為車站正門，旁邊有稱為「美女杉」的代表樹及足湯設施，亦可由此步行前往「美女平遊步道」，可步行前往彌陀原。至於乘坐立山高原巴士的乘客，出閘口後亦只需左轉，便可到達候車大堂及閘口。
2樓則為展示廳及觀景台。

## 歷史
- 1954年8月1日：立山開發鐵道鋼索線「美女平站」開業。
- 1967年：美女平酒店落成啟用。
- 2005年10月1日：立山開發鐵道與立山黒部貫光合併，立山纜車變為立山黑部貫光的路線。
- 2006年8月：美女平酒店及初代站房拆卸。
- 2007年7月12日：新站房竣工。

## 相鄰車站
- 立山黑部貫光

■立山黑部貫光立山纜車（鋼索線｝（立山黑部阿爾卑斯山脈路線）
立山 - 美女平
■立山高原巴士
美女平 - 彌陀原
（只列出開通期間全期皆能上、下車的地點，沿途其他只能下車的分站不列舉）

## 外部連結
- 立山黑部貫光美女平站公式網頁。 （页面存档备份，存于）（日語）